# MetroTV

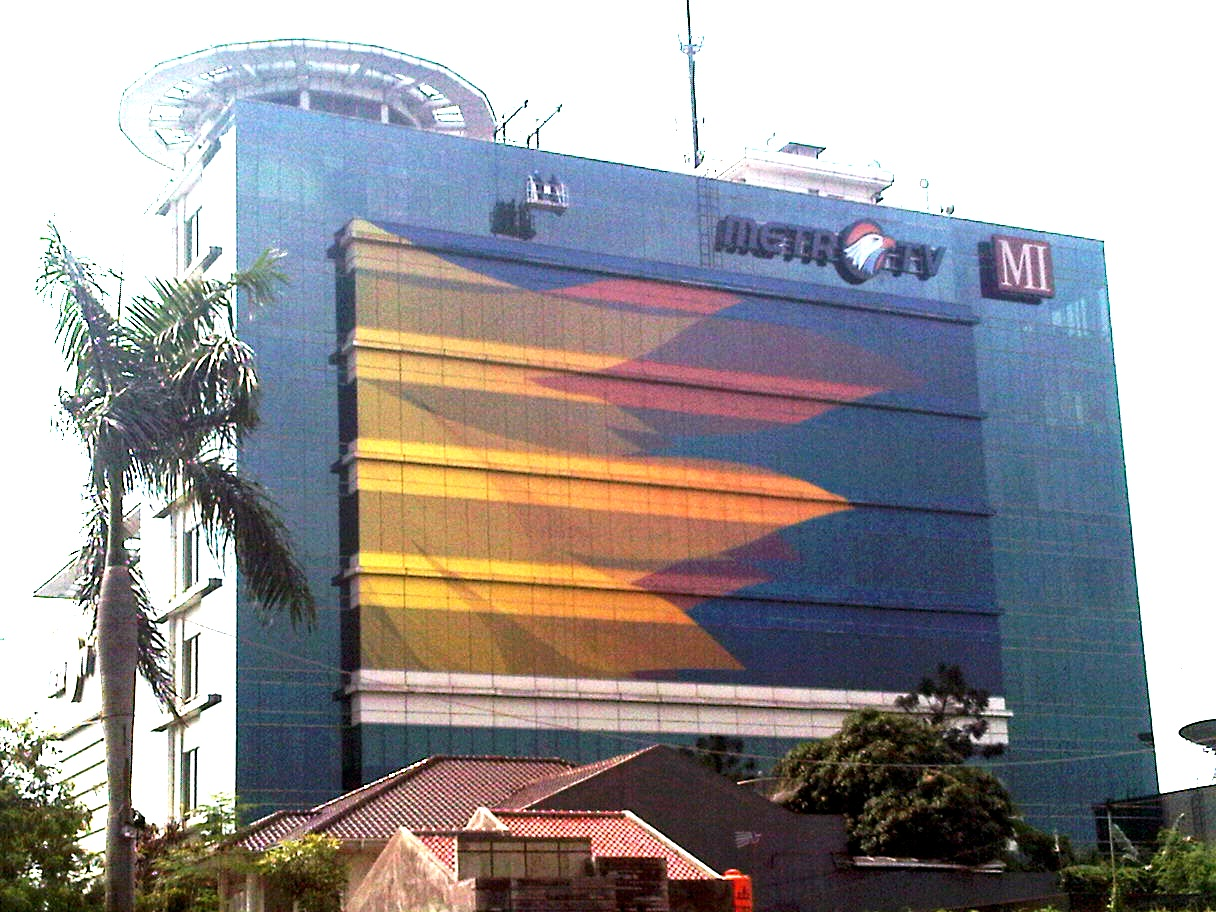
Bâtiment de MetroTV à Jakarta, Indonésie.

MetroTV est un réseau de chaînes télévisées indonésiennes basé à Jakarta. Fondé en 2000.